# Giovanni Rossignoli
Giovanni Rossignoli (Pavia, 3 december 1882 – aldaar, 27 juni 1954) was een Italiaans wielrenner, die van 1903 tot 1927 prof was. Hij won in zijn carrière onder meer drie etappes in de Ronde van Italië en in 1905 Milaan-Turijn.

## Biografie
In 1903 wist Rossignoli de Corsa Nazionale en La Seiconto te winnen. In 1904 deed hij voor het eerst mee aan de Ronde van Frankrijk, waar hij in de eerste etappe uitviel. In 1905 won hij Milaan-Turijn en werd hij tweede in de Ronde van Lombardije. in 1906 won hij Milaan-Mantova en in 1907 de Coppa Val d'Olona. Ook werd hij dat jaar derde bij het Italiaans kampioenschap op de weg. In 1908 Deed hij wederom mee aan de Ronde van Frankrijk en behaalde hij de tiende plek. In 1909 won hij in de Ronde van Italië twee etappes en eindigde als derde in het algemeen klassement. Ook in 1911 reed hij een goede Ronde van Italië, waar hij één etappe wist te winnen en tweede werd in het algemeen klassement. In 1912 werd hij derde en in 1913 tiende.
In 1920 wist hij nog een etappe in de Ronde van Italië te winnen en werd hij negende in het algemeen klassement. In 1924 behaalde hij zijn laatste plek in de top 10 van de Ronde van Italië, een achtste plaats.

## Palmares
1903
- Corsa Nazionale
- La Seiconto

1905
- Milaan-Turijn

1906
- Milaan-Mantova

1907
- Coppa Val d'Olona

1909
- 3e etappe Ronde van Italië
- 6e etappe Ronde van Italië

1911
- 3e etappe Ronde van Italië

1920
- 8e etappe Ronde van Italië